# ماكسويل ماكاب-لوكوس
ماكسويل ماكاب-لوكوس هو كاتب سيناريو وممثل كندي، ولد في 1978 بتورونتو في كندا.

## أعمال

### أفلام
- (2005) أرض الموتى[5]
- (2007) لارس والفتاة الحقيقية[6]
- (2008) ماكس باين[7]
- (2008) هولك الخارق[8][9][10][11]

## وصلات خارجية
- ماكسويل ماكاب-لوكوس على موقع IMDb (الإنجليزية)
- ماكسويل ماكاب-لوكوس على موقع ألو سيني (الفرنسية)
- ماكسويل ماكاب-لوكوس على موقع ميوزك برينز (الإنجليزية)
- ماكسويل ماكاب-لوكوس على موقع أول موفي (الإنجليزية)
- ماكسويل ماكاب-لوكوس على موقع أول ميوزيك (الإنجليزية)
- ماكسويل ماكاب-لوكوس على موقع ديسكوغز (الإنجليزية)
- ماكسويل ماكاب-لوكوس على موقع قاعدة بيانات الفيلم (الإنجليزية)
- ماكسويل ماكاب-لوكوس على موقع كينوبويسك (الروسية)